# Zeta Equulei
Zeta Equulei (3 Equulei) é uma estrela dupla na direção da constelação de Equuleus. Possui uma ascensão reta de 21h 04m 34.64s e uma declinação de +05° 30′ 10.3″. Sua magnitude aparente é igual a 5.63. Considerando sua distância de 688 anos-luz em relação à Terra, sua magnitude absoluta é igual a −0.99. Pertence à classe espectral K5III.